# Cosmosoma phoenicophora
Cosmosoma phoenicophora är en fjärilsart som beskrevs av Paul Dognin 1909. Cosmosoma phoenicophora ingår i släktet Cosmosoma och familjen björnspinnare. Inga underarter finns listade i Catalogue of Life.